# Добролюбов Олександр Михайлович
Олександр Михайлович Добролюбов (рос. Александр Михайлович Добролюбов; 30 серпня (11 вересня) 1876, Варшава — можливо 1945) — російський поет. Брат російської революціонерки Марії Добролюбової.

## Біографія
Батько Олександра — Михайло Добролюбов, далекий родич російського літературного критика Миколи Добролюбова, служив на посаді неодмінного члена Варшавської присутності у селянських справах, був дійсним статським радником, у жовтні 1888 заслужив право на дворянство, помер 1892 року. 
Олександр навчався 5 років у Варшавській гімназії. Після того, як сім'я переїхала до Санкт-Петербурга, навчався 4 роки в Шостій Петербурзькій гімназії, яку закінчив у червні 1895 року. Того ж року цю гімназію закінчив майбутній поет, прозаїк, критик і педагог Володимир Гіппіус. Під час навчання хлопці зблизилися. Під впливом Володимира Олександр почав писати вірші. Вони стали основою першої поетичної збірки Добролюбова «Natura naturans. Natura naturata» (тобто, «Природа, яка народжує. Природа народжена»), що побачила світ того ж 1895 року в Санкт-Петербурзі. Назву юний поет запозичив у Бенедикта Спінози.
1895 року Олександр Добролюбов вступив на історико-філологічний факультет Санкт-Петербурзького університету. У 1896–1897 роках мав намір випустити другу збірку віршів, але її рукопис пропав у друкарні.
Навесні 1898 року Добролюбов покинув університет і став мандрувати Олонецькою й Архангельською губерніями. З кінця 1898 року до квітня 1899 року листи від Добролюбова надходили із Соловецького монастиря, де Олександр Михайлович був «трудником», готувався стати ченцем, але невдовзі покинув монастир.

Олександр Добролюбов у студентські роки

1900 року в Москві у видавництві «Скорпіон» побачило світ «Зібрання віршів» Добролюбова. Його підготував до друку, написав для збірки статтю про творчість поета Валерій Брюсов.
На початку 1900-х років Добролюбов перебрався у Поволжя, де став проповідувати сектантські ідеї. Влітку 1901 року в місті Троїцьк Оренбурзької губернії відбувся суд над двома козаками, які під впливом Добролюбова відмовилися виконувати військову повинність.
1905 року в Москві побачила світ третя збірка творів Добролюбова «З книги невидимої». У ній частково представлено творчість поета сектантського періоду.
До 1906 року на Поволжі, на стику Самарської та Оренбурзької губерній, утворилася секта добролюбівців, де сам Добролюбов як її голова жив до 1915 року. Він тільки зрідка навідувався до Москви й Санкт-Петербурга, щоб зустрітися з колишніми однодумцями. Після 1915 року з частиною послідовників Добролюбов перебрався до Сибіру, де до 1923 року вів землерийні роботи поблизу Славгорода. У 1923–1925 роках мешкав неподалік від Самари, але окремо від секти, тож наставляв її тільки в листах.
1925 року Добролюбов перекочував до Середньої Азії. Після 1927 року поселився в Азербайджані, де працював за наймом в артілі пічників. Від 1938 року і до початку німецько-радянської війни часто бував у Москві та Ленінграді. Останній відомий лист Добролюбова датовано 1943 роком.
Російський літературознавець Михайло Гаспаров так охарактеризував Добролюбова: «Найзухваліший із ранніх декадентів-життєбудів: тримався як жрець, курив опіум, жив у чорній кімнаті тощо; потім пішов «у народ», заснував секту «добролюбовців»; під кінець життя майже розучився грамотно писати, хоча ще в 1930-х роках, усіма забутий, робив спроби друкуватися».
Доктрина Добролюбова полягала у запереченні власності та книжної культури, сповідуванні убогого побуту, у схилянні перед рослинним і тваринним життям. Частково Олександр Добролюбов скористувався вченням Моріса Метерлінка про мовчання як шлях до одкровення, осягнення істини. Послідовники Добролюбова бачили в ньому пророка. Сам він вважав себе посередником між Богом і паствою, запроваджував і змінював обряди начебто через дар із неба.

## Вивчення життя й творчості Добролюбова
На початку 1980-х років фігура Добролюбова привернула увагу співробітниці Інституту світової літератури імені О. М. Горького Євгенії Іванової. Вона присвятила йому кілька спеціальних статей, які базувалися на значному документальному матеріалі, що посприяло повноцінному введенню поета в культурний контекст рубежу XIX і XX століть. Підсумкова публікація Іванової на цю тему — «Олександр Добролюбов — загадка свого часу» — з'явилася 1997 року. Шлях поета дослідниця простежила до 1898 року. Вона відтворила цілісну постать Добролюбова, висвітлила особливості його естетики, провела низку спеціальних пошуків для з'ясування приватних подробиць його біографії, опублікувала невідомі досі матеріали.
2009 року кандидатську дисертацію «Олександр Добролюбов у 1890-і роки. Життя і творчість у контексті раннього російського символізму» захистив Ілля Олександрович Гунін.